# Молтон (Алабама)
Молтон (енгл. Moulton) град је у америчкој савезној држави Алабама. По попису становништва из 2010. у њему је живело 3.471 становника.

## Демографија
Према попису становништва из 2010. у граду је живело 3.471 становника, што је 211 (6,5%) становника више него 2000. године.
| Група             | 2000.         | 2010.         |
| Белци             | 2.584 (79,3%) | 2.667 (76,8%) |
| Афроамериканци    | 489 (15,0%)   | 454 (13,1%)   |
| Азијати           | 11 (0,3%)     | 13 (0,4%)     |
| Хиспаноамериканци | 27 (0,8%)     | 57 (1,6%)     |
| Укупно            | 3.260         | 3.471         |